# هربرت ميخائيل
هربرت ميخائيل (بالإنجليزية: Herbert Michael)‏ هو سياسي بريطاني وأسترالي (وحمل سابقاً جنسية المملكة المتحدة لبريطانيا العظمى وأيرلندا)، ولد في 13 أغسطس 1890، وتوفي في 27 أبريل 1956. حزبياً، نشط في تحالف الليبرالية والريفي. وقد انتخب عضو مجلس النواب جنوب أستراليا من الجمعية عن دائرة Electoral district of Light ‏ وقد انضم خلال فترته النيابية (29 أبريل 1944 – 14 فبراير 1956)  للكتلة البرلمانية تحالف الليبرالية والريفي وانتخب District Chairman of Eudunda ‏ (1933 – 1941) وانتخب عضو مجلس النواب جنوب أستراليا من الجمعية عن دائرة Electoral district of Light ‏ وقد انضم خلال فترته النيابية (21 يناير 1939 – 28 مارس 1941)  للكتلة البرلمانية تحالف الليبرالية والريفي.